# Ambasciatori austriaci nell'Hannover
L'ambasciatore austriaco nell'Hannover era il primo rappresentante diplomatico dell'Austria (del Sacro Romano Impero e dell'Impero austriaco) in Hannover. 
Le relazioni diplomatiche tra i due paesi ebbero inizio nel XVIII secolo. Dopo il Congresso di Vienna, l'ambasciatore austriaco nell'Hannover ebbe competenze anche sul ducato di Brunswick e sul granducato di Oldenburg.

## Impero austriaco
- 1817-1820: Felix von Mier
- 1823-1839: Franz Seraphim von Kuefstein
- 1839-1850: Friedrich Kreß von Kressenstein
- 1850-1851: Ferdinand von Langenau
- 1851-1855: August von Koller
- 1855-1866: Damian Friedrich von Ingelheim

1866: Annessione dell'Hannover da parte della Prussia; funzioni passate all'ambasciatore austriaco in Prussia